# Lliga Marxista-Leninista de Tigre
La Lliga Marxista Leninista de Tigre (Marxist-Leninist League of Tigray, MLLT) fou un partit comunista de tendència estalinista hoaxista, semiclandestí, que tenia un paper principal (dirigent) al Front Popular d'Alliberament de Tigre (TPLF) durant els anys 1980. La majoria del lideratge TPLF tenia afiliació doble al MLLT, incloent-hi l'actual primer ministre de República Democràtica Federal d'Etiòpia, Meles Zenawi.
Segons un article de 1986 a la publicació de la Lliga anomenada la Veu del Poble, el MLLT es va establir primer el 1983 com una organització pre-partit, amb el nom d'Organització dels Elements d'Avantguarda. Aquesta agrupació esdevindria el MLLT el 1985 per servir com "partit d'avantguarda per al TPLF". Segons Aregawi Berhe, el MLLT va tenir el seu congrés fundacional el 25 de juliol de 1985 a la gorga del riu Wari.
Proclamats com ortodoxes defensors del marxisme-leninisme i aliats amb el corrent comunista associat amb el règim d'Enver Hoxha de línia dura que regia a l'Albània, el MLLT tenia com a objectius l'extensió del marxisme-leninisme per tot el món i "participar en una lluita conscient contra totes les marques de revisionisme", que definien utilitzant els termes emprats pel Partit del Treball d'Albània, partit comunista que governava a aquest país, i que incloïen el khrushchevisme (i breznevianisme), el titisme, el trotskisme, l'eurocomunisme i el maoisme. "
L'emergència del MLLT va crear algunes esquerdes amb el Front Popular d'Alliberament d'Eritrea del que el TPLF era aliat contra el pro-soviètic règim del Derg d'Etiòpia. El MLLT tenia una línia molt més dura sobre el paper de la Unió Soviètica al món, que igual que Albània veien com social imperialista i un enemic dels oprimits del món. L'EPLF tenia una posició més pragmàtica i flexible i veia el suport soviètic al Derg com una equivocació tàctica a reparar, però no qüestionava el fons de la ideologia comunista vigent a Moscou, i evitava denúncies públiques de la Unió Soviètica.
Amb l'arribada al poder a Etiòpia del TPLF el 1991 i l'esfondrament de règim comunista a Albània, el TPLF abandonava totes les referències al marxisme-leninisme. El lideratge del TPLF va anunciar que el MLLT va quedar dissolt dins el Front Democràtic Revolucionari Popular Etíop, entitat que donava suport al TPLF i a través de la qual aquest tenia el poder des de l'esfondrament del Derg el maig del 1991.
Tot i que molts dels actuals líders del TPLF minimitzen la influència del MLLT dins el TPLF, és clar que va tenir un paper de lideratge essencial al TPLF durant la major part de la seva existència. Alguns estudiosos (com Kahsay Berhe) creuen que el MLLT va tenir un paper essencial en l'eliminació política d'alguns dels fundadors del TPLF com Giday Zera Tsion i Aregawi Berhe a finals de juliol de 1985.